# Krzysztof Frysztacki
Krzysztof Stanisław Frysztacki (ur. 1949) – polski socjolog, specjalista w dziedzinie pracy socjalnej, profesor zwyczajny na Uniwersytecie Jagiellońskim.

## Życiorys
W 1995 był współzałożycielem (wraz z prof. Władysławem Kwaśniewiczem) Sekcji Pracy Socjalnej Polskiego Towarzystwa Socjologicznego (był też jej pierwszym przewodniczącym). W 2018 był członkiem komitetu naukowego konferencji Rewitalizacja zdegradowanych obszarów miejskich – nowe perspektywy dla środowiskowej pracy socjalnej (Wojkowice). Jest przewodniczącym Komitetu Socjologii Polskiej Akademii Nauk. Jest także kierownikiem Zakładu Socjologii Stosowanej i Pracy Socjalnej w Instytucie Socjologii Uniwersytetu Jagiellońskiego. Prowadził badania i wykładał również na innych uczelniach, np.:
- Hunter College (Uniwersytet Nowojorski)
- Ohio State University
- Uniwersytet Georga Washingtona[4].

## Zainteresowania naukowe
Jego zainteresowania naukowe i badawcze koncentrują się wokół:
- socjologii miasta
- socjologii stosowanej, także w połączeniu z problemami społecznymi
- historii i teorii pracy socjalnej
- stosunków etnicznych[4].

## Książki
Opublikował następujące książki:
- Organizacja życia społecznego w zbiorowości wielkomiejskiej (studium wybranych grup mieszkańców Krakowa), 1982
- Polonia w dużym mieście amerykańskim. Studium przemian podspołeczności polonijnej w Buffalo, 1986
- Społeczne dzieje pomocy człowiekowi: od filantropii greckiej do pracy socjalnej (z J. Radwan-Pragłowskim), 1996, 1998
- Miasta metropolitarne i ich przedmieścia. Z problematyki socjologii miasta oraz badań nad rzeczywistością krakowską, 1997
- Socjalna Ameryka. O obszarze pomocy społecznej i pracy socjalnej w Stanach Zjednoczonych, 2005, 2008
- Miłosierdzie i praktyka. Społeczne dzieje pomocy człowiekowi (z J. Radwan-Pragłowskim), 2009
- Socjologia problemów społecznych, 2009
- Dzieci ulicy. Studium szczególnego problemu społecznego (z M. Nóżką i M. Smagacz-Poziemską), 2011[4].